# Kościanka
Kościanka [kɔɕˈt͡ɕanka] (tiếng Đức: Hansfelde)  là một khu định cư cũ ở khu hành chính của Gmina Tychowo, thuộc quận Białogard, West Pomeranian Voivodeship, ở phía tây bắc Ba Lan. Nó nằm khoảng 5 kilômét (3 mi)   phía đông Tychowo, 23 km (14 mi) phía đông Białogard và 129 km (80 mi) về phía đông bắc của thủ đô khu vực Szczecin.